# Osteospermum potbergense
Osteospermum potbergense es una especie de planta floral del género Osteospermum, tribu Calenduleae, familia Asteraceae. Fue descrita científicamente por A. R. Wood & B. Nord.
Se distribuye por África: Sudáfrica (en la provincia del Cabo).